# 북키프로스의 대통령
북키프로스의 대통령은 북키프로스 터키공화국의 국가원수이다. 라우프 덴크타스(Rauf Denktaş)는 북키프로스의 최초이자 창립 대통령이었고 2005년에 은퇴했다. 그의 직위는 메흐메트 알리 탈라트(Mehmet Ali Talat)가 이어받았고, 데르비스 에로글루(Derviş Eroğlu), 무스타파 아큰즈, 현 대통령 에르신 타타르(Ersin Tatar)가 그 뒤를 이었다.
대통령은 5년마다 선출된다. 대통령 선거는 1차 투표에서 50% 이상 득표한 후보자가 없을 경우 두 차례에 걸쳐 치러진다. 대통령은 키프로스 섬 출신이어야 한다. 대통령은 국내에서 5년 동안 거주하고 중등교육을 받았으며 30세 이상이어야 한다.
대통령직은 북키프로스의 준대통령 정치체제에서 의례적인 직위가 아니다. 대통령은 60일 이내에 정부가 구성되지 않거나 3개의 연속 정부가 불신임 투표를 받는 경우 공화국 의회를 해산할 권리를 보유한다. 그들은 또한 원할 경우 각료회의를 주재할 수 있고, 판사와 대법원장의 임명을 승인할 수 있으며, 공화국 의회에서 승인된 법률을 대법원에 보낼 권리를 갖는다. 대통령은 또한 전통적으로 키프로스 분쟁 해결을 위한 수석 협상가였으며 북키프로스의 외교 관계를 담당해 왔다.
대통령이 해외에 있을 때에는 공화국 의회의 의장이 대통령을 대리한다.
가장 최근의 대통령 선거는 2020년 10월 11일에 치러졌다. 에르신 타타르가 현 대통령이다.